# Межа Шоклі — Квайссера
Межа Шоклі-Квайссера — максимальна теоретично можлива ефективність сонячних батерей, що працюють на одному p-n-переході. Вперше була розрахована Шоклі та Квайссером у 1961 році. Для типових сонячних панелей у типових умовах ця межа має значення близько 30 %.